# OW Большой Медведицы
OW Большой Медведицы (лат. OW Ursae Majoris) — одиночная переменная звезда в созвездии Большой Медведицы на расстоянии приблизительно 6696 световых лет (около 2053 парсеков) от Солнца. Видимая звёздная величина звезды — от +12,69m до +12,26m.

## Характеристики
OW Большой Медведицы — пульсирующая переменная звезда типа RR Лиры (RRC).